# Les monstres sont toujours vivants
Série
Le monstre est vivant
(1974) La Vengeance des monstres
(1987)
Pour plus de détails, voir Fiche technique et Distribution.
Les monstres sont toujours vivants (It Lives Again) est un film américain réalisé par Larry Cohen, sorti en 1978. 
Il s'agit de la suite de Le monstre est vivant, le troisième volet s'intitule La Vengeance des monstres. Le film a été présenté en compétition au Festival international du film fantastique d'Avoriaz 1979.

## Synopsis
Une jeune femme s’apprête à accoucher d'un monstrueux rejeton. Un médecin accueille ces nouveau-nés anormaux.

## Fiche technique
- Titre original : It Lives Again
- Titre français : Les monstres sont toujours vivants
- Réalisation : Larry Cohen
- Scénario : Larry Cohen
- Photographie : Fenton Hamilton
- Musique : Bernard Herrmann
- Pays d'origine : États-Unis
- Genre : horreur
- Date de sortie : 1978
- Affiche : René Ferracci (France)

## Distribution
- Frederic Forrest (VF : Bernard Murat) : Eugene Scott
- Kathleen Lloyd (VF : Annie Balestra) : Jody Scott
- John P. Ryan (VF : Marcel Bozzuffi) : Frank Davies
- John Marley (VF : André Valmy) : M. Mallory
- Andrew Duggan (VF : Louis Arbessier) : Dr Perry
- Eddie Constantine (VF : Michel Gudin) : Dr Forest
- Lynn Wood (VF : Paula Dehelly) : la mère de Jody
- James Dixon (VF : Francis Lax) : Lt. Perkins